# Oslip
Oslip (Kroatisch: Uzlop) is een gemeente in de Oostenrijkse deelstaat Burgenland, gelegen in het district Eisenstadt-Umgebung (EU). De gemeente heeft ongeveer 1300 inwoners.

## Geografie
Oslip heeft een oppervlakte van 17,8 km². Het ligt in het uiterste oosten van het land.

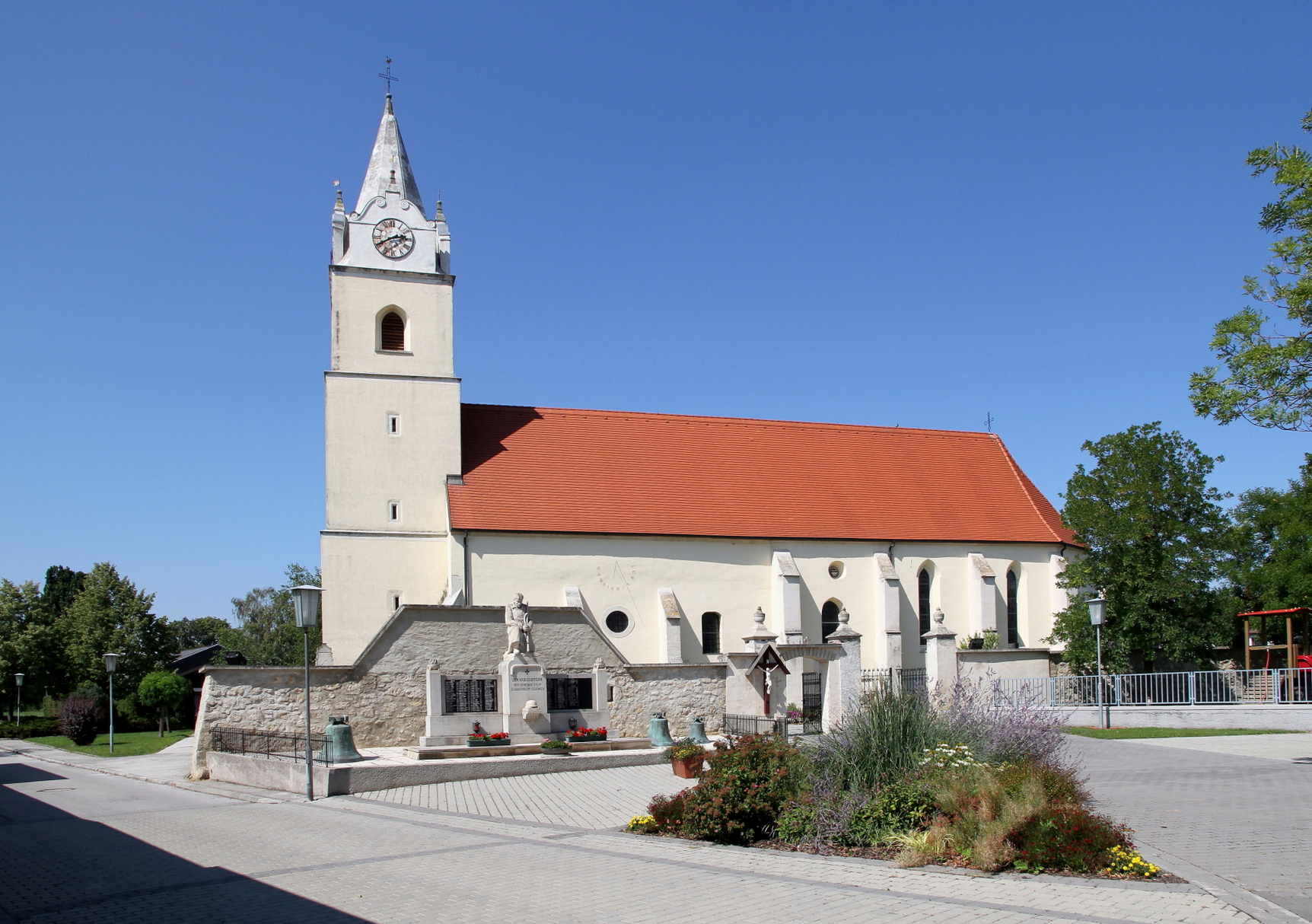
Kerk

Breitenbrunn am Neusiedler See · Donnerskirchen · Großhöflein · Hornstein · Klingenbach · Leithaprodersdorf · Loretto · Mörbisch am See · Müllendorf · Neufeld an der Leitha · Oggau am Neusiedler See · Oslip · Purbach am Neusiedler See · Sankt Margarethen im Burgenland · Schützen am Gebirge · Siegendorf · Steinbrunn · Stotzing · Trausdorf an der Wulka · Wimpassing an der Leitha · Wulkaprodersdorf · Zagersdorf · Zillingtal
- Gemeinsame Normdatei: 4527656-0
- Virtual International Authority File: 237000187
- WorldCat: E39PCjvcBp9rrvfmXkHPj78Mrm